# Kropáčova Vrutice
Kropáčova Vrutice är en ort i Tjeckien.   Den ligger i regionen Mellersta Böhmen, i den centrala delen av landet, 30 km nordost om huvudstaden Prag. Kropáčova Vrutice ligger 223 meter över havet och antalet invånare är 775.
Terrängen runt Kropáčova Vrutice är platt. Runt Kropáčova Vrutice är det ganska tätbefolkat, med 78 invånare per kvadratkilometer. Närmaste större samhälle är Mladá Boleslav, 15,9 km nordost om Kropáčova Vrutice. Trakten runt Kropáčova Vrutice består till största delen av jordbruksmark.